# Sunrise (Teleskop)
Sunrise ist ein ballongetragenes Spiegelteleskop zur Sonnenbeobachtung. Es verfügt über ein leichtes Spiegelsystem aus Zerodur Glaskeramik mit einer Apertur von einem Meter. Mit einem Heliumballon ist das 1,8 Tonnen schwere Teleskop auf 36 Kilometer Höhe gebracht worden, wodurch Beobachtungen im UV-Bereich ungehindert durch die Atmosphäre möglich sind.

## Vorteile
SUNRISE bietet eine Reihe von Vorteilen:
- Das Seeing ist durch die Beobachtunghöhe oberhalb turbulenter Luftschichten praktisch nicht vorhanden
- Beobachtungen im Ultraviolett werden durch den Flug oberhalb der Ozonschicht ermöglicht
- Während der gesamten Mission können Sonnenbeobachtungen durchgeführt werden, da zu dieser Jahreszeit in diesen Breiten die Sonne nicht untergeht (siehe auch Mitternachtssonne)

## Technische Details
Das Teleskop arbeitet beugungsbegrenzt mit einer Winkelauflösung von 0,05 Bogensekunden. Die Oberfläche der Sonne und die Verteilung ihrer Magnetfelder wird mit einer räumlichen Auflösung von 35 Kilometer pro Pixel und einer zeitlichen Auflösung von 5 Sekunden gemessen. Dazu sind mehrere gleichzeitig beobachtende Instrumente an Bord, der Magnetograph IMaX und der Filter Imager SUFI. Es handelt sich um das größte Sonnenteleskop, das je die Erde verlassen hat.
Die Ausrichtung in die gewünschte Richtung erfolgt wie beim Hubble-Weltraumteleskop durch mehrere Reaktionsräder. Im Anschluss daran übernimmt ein Trägheitsrad die Lagestabilisierung.

## Missionen
Nach einer Testfahrt im Herbst 2007 erfolgte der Start für die Erstfahrt um 8 Uhr 27 am 8. Juni 2009 vom Startplatz Esrange in Kiruna, Schweden. In den folgenden fünf Tagen wurde das System von Polarwinden über den Nordatlantik und Grönland bis nach Nordkanada getragen. Die Landung an Fallschirmen gelang um 1 Uhr 45 am 14. Juni 2009 auf der Insel Somerset in der Kanadischen Provinz Nunavut.
Die zweite Fahrt begann um 7 Uhr 30 am 12. Juni 2013 wiederum von der Weltraumbasis Esrange in Kiruna, Schweden und führte ebenso nach Kanada und dauerte etwas mehr als fünf Tage.
Eine dritter Mission mit drei neuen Instrumenten des nun als Sunrise III bezeichneten Teleskops musste im Juni 2022 kurz nach dem Start in Esrange abgebrochen werden, da sich das Teleskop aufgrund technischer Probleme nicht auf die Sonne ausrichten ließ. Sie wurde dann im Juli 2024 erfolgreich durchgeführt und dauerte 6,5 Tage, worauf das Teleskop westlich des Great Bear Lake in Kanada landete.

## Beteiligte Institutionen
Geleitet wird die Mission vom Max-Planck-Institut für Sonnensystemforschung in Göttingen.
Weitere beteiligte Institute:
- Leibniz-Institut für Sonnenphysik, Freiburg
- High Altitude Observatory, Boulder, Colorado (USA)
- Instituto de Astrofísica de Canarias, Teneriffa (Spanien)
- Lockheed-Martin Solar and Astrophysics Laboratory, Palo Alto, Kalifornien (USA)

sowie
- Columbia Scientific Ballooning Facility der NASA

- Die Weltraumbasis Esrange in Kiruna (Schweden)

Gefördert wird das SUNRISE-Projekt vom
- Bundesministerium für Wirtschaft und Technologie (Deutschland)
- Deutschen Zentrum für Luft- und Raumfahrt (Forschungskennzeichen 50 OU 0401)